# Katajszki járás

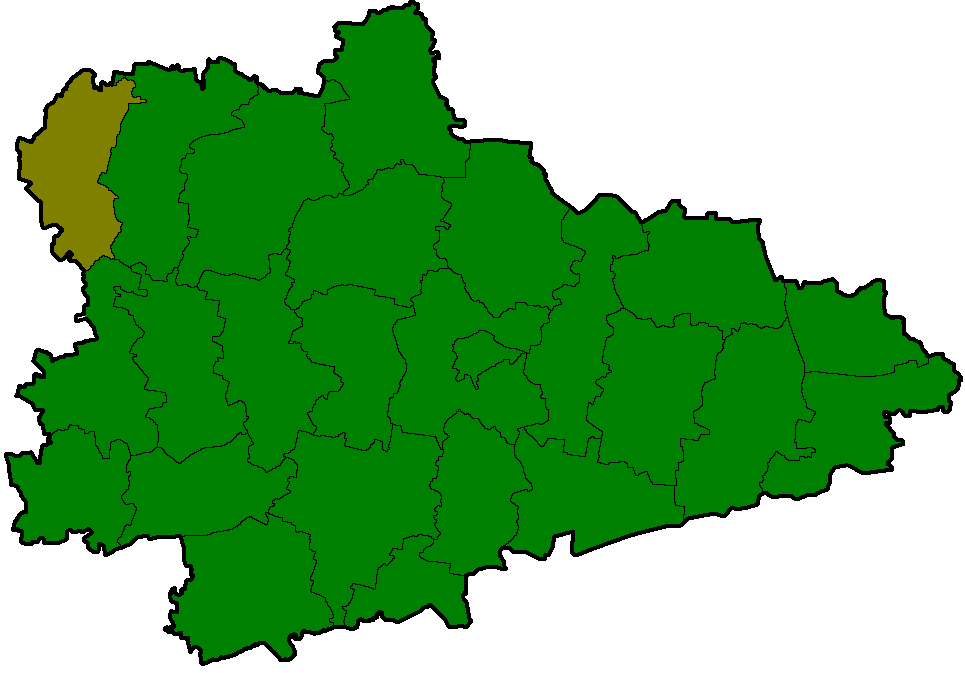
A Katajszki járás a Kurgani területen

A Katajszki járás (oroszul Катайский район) Oroszország egyik járása a Kurgani területen. Székhelye Katajszk.

## Népesség
- 1989-ben 31 720 lakosa volt.
- 2002-ben 28 099 lakosa volt.
- 2010-ben 23 991 lakosa volt, melyből 21 680 orosz, 560 kazah, 403 udmurt, 158 fehérorosz, 154 örmény, 142 ukrán, 131 tatár, 95 baskír, 55 csecsen, 55 mari, 49 csuvas, 41 grúz, 36 német, 35 üzbég, 25 cigány, 20 azeri, 10 moldáv, 10 mordvin stb.